# Max Aarons
Maximillian James Aarons (ur. 4 stycznia 2000 w Londynie, w dzielnicy Hammersmith) – angielski piłkarz występujący na pozycji obrońcy.
Wychowanek Norwich City. Reprezentant młodzieżowych drużyn w Anglii.